# Llista de monuments de Sant Esteve de Palautordera
Llista de monuments de Sant Esteve de Palautordera inclosos en l'Inventari del Patrimoni Arquitectònic de Catalunya per al municipi de Sant Esteve de Palautordera (Vallès Oriental). Inclou els inscrits en el Registre de Béns Culturals d'Interès Nacional (BCIN) amb la classificació de monuments històrics i els Béns Culturals d'Interès Local (BCIL) de caràcter arquitectònic.
| Monument                                            | Protecció    | Estil/època                                | Localització                                                              | Coordenades                                          | Codi?         | Imatge |
| --------------------------------------------------- | ------------ | ------------------------------------------ | ------------------------------------------------------------------------- | ---------------------------------------------------- | ------------- | --- |
| Castell de Montclús                                 | BCIN 1450-MH | Romànic XI, XIV                            | Sant Esteve de Palautordera                                               | 41° 43′ 21″ N, 2° 25′ 57″ E / 41.722626°N,2.432391°E | RI-51-0005636 | Castell de Montclús (Sant Esteve de Palautordera) · Vegeu més fotos d'aquest monument · Carregueu una nova foto d'aquest monument       |
| Casa de Palau o Castell de Fluvià                   | BCIN 1451-MH | Romànic, obra popular XII, XVIII, XX Inici | Sant Esteve de Palautordera                                               | 41° 43′ 19″ N, 2° 24′ 54″ E / 41.721989°N,2.415121°E | RI-51-0005637 | Casa de Palau (Sant Esteve de Palautordera) · Vegeu més fotos d'aquest monument · Carregueu una nova foto d'aquest monument             |
| Església de Sant Esteve                             |              | Romànic, gòtic tardà XI, XVI               | Sant Esteve de Palautordera Pl. de l'Església                             | 41° 42′ 10″ N, 2° 26′ 14″ E / 41.702797°N,2.437131°E | IPA-29345     | Església de Sant Esteve (Sant Esteve de Palautordera) · Vegeu més fotos d'aquest monument · Carregueu una nova foto d'aquest monument   |
| Can Moix, Can Bou                                   |              | Obra popular XVI                           | Sant Esteve de Palautordera Pl. de l'Església, 11                         | 41° 42′ 11″ N, 2° 26′ 13″ E / 41.703008°N,2.436907°E | IPA-29347     | Can Moix (Sant Esteve de Palautordera) · Vegeu més fotos d'aquest monument · Carregueu una nova foto d'aquest monument                  |
| Can Molins                                          |              | Obra popular XVII                          | Sant Esteve de Palautordera Darrera l'església                            | 41° 42′ 11″ N, 2° 26′ 16″ E / 41.702999°N,2.437827°E | IPA-29348     | Can Molins (Sant Esteve de Palautordera) · Vegeu més fotos d'aquest monument · Carregueu una nova foto d'aquest monument                |
| Can Giol                                            |              | Obra popular XVI                           | Sant Esteve de Palautordera Zona urbanització                             | 41° 42′ 19″ N, 2° 25′ 45″ E / 41.705328°N,2.429249°E | IPA-29350     | Can Giol (Sant Esteve de Palautordera) · Vegeu més fotos d'aquest monument · Carregueu una nova foto d'aquest monument                  |
| Can Ribes                                           |              | Obra popular XIX Mitjan                    | Sant Esteve de Palautordera Zona urbanització                             | 41° 42′ 24″ N, 2° 25′ 37″ E / 41.706784°N,2.426946°E | IPA-29351     | Carregueu una nova foto d'aquest monument                                                                                               |
| Masia Can Cruixent                                  |              | Obra popular, gòtic tardà                  | Sant Esteve de Palautordera Urbanització Can Cruixent                     | 41° 42′ 18″ N, 2° 25′ 27″ E / 41.705113°N,2.424076°E | IPA-29352     | Carregueu una nova foto d'aquest monument                                                                                               |
| Masia Can Vilatort                                  |              | Obra popular XVI                           | Sant Esteve de Palautordera                                               | 41° 42′ 10″ N, 2° 26′ 42″ E / 41.702860°N,2.445021°E | IPA-29354     | Masia Can Vilatort (Sant Esteve de Palautordera) · Vegeu més fotos d'aquest monument · Carregueu una nova foto d'aquest monument        |
| Ca n'Auleda                                         |              | Gòtic XIV                                  | Sant Esteve de Palautordera                                               | 41° 43′ 24″ N, 2° 25′ 18″ E / 41.723407°N,2.421647°E | IPA-29355     | Ca n'Auleda (Sant Esteve de Palautordera) · Vegeu més fotos d'aquest monument · Carregueu una nova foto d'aquest monument               |
| Can Bonamic                                         |              | Gòtic-renaixement XVI                      | Sant Esteve de Palautordera                                               | 41° 43′ 21″ N, 2° 25′ 26″ E / 41.722585°N,2.423776°E | IPA-29356     | Can Bonamic (Sant Esteve de Palautordera) · Vegeu més fotos d'aquest monument · Carregueu una nova foto d'aquest monument               |
| Masia Can Calls                                     |              | Obra popular                               | Sant Esteve de Palautordera                                               | 41° 42′ 47″ N, 2° 25′ 04″ E / 41.713147°N,2.417742°E | IPA-29357     | Carregueu una nova foto d'aquest monument                                                                                               |
| Can Donadeu                                         |              | Obra popular XVII                          | Sant Esteve de Palautordera Al costat de la carretera després del Tordera | 41° 43′ 43″ N, 2° 25′ 11″ E / 41.728626°N,2.419706°E | IPA-29358     | Carregueu una nova foto d'aquest monument                                                                                               |
| Ca l'Estrada                                        |              | Obra popular                               | Sant Esteve de Palautordera Al costat de la carretera                     | 41° 42′ 23″ N, 2° 25′ 52″ E / 41.706418°N,2.431096°E | IPA-29359     | Ca l'Estrada (Sant Esteve de Palautordera) · Vegeu més fotos d'aquest monument · Carregueu una nova foto d'aquest monument              |
| Masia Can Net                                       |              | Obra popular XVI                           | Sant Esteve de Palautordera                                               | 41° 43′ 21″ N, 2° 24′ 40″ E / 41.722399°N,2.411154°E | IPA-29360     | Masia Can Net (Sant Esteve de Palautordera) · Vegeu més fotos d'aquest monument · Carregueu una nova foto d'aquest monument             |
| Can Rossell                                         |              | Obra popular XVI                           | Sant Esteve de Palautordera                                               | 41° 42′ 13″ N, 2° 25′ 57″ E / 41.703673°N,2.432478°E | IPA-29361     | Can Rossell (Sant Esteve de Palautordera) · Vegeu més fotos d'aquest monument · Carregueu una nova foto d'aquest monument               |
| Can Torrent                                         |              | Obra popular XVI                           | Sant Esteve de Palautordera                                               | 41° 42′ 52″ N, 2° 24′ 59″ E / 41.714582°N,2.416497°E | IPA-29363     | Carregueu una nova foto d'aquest monument                                                                                               |
| Can Vilavell                                        |              | Obra popular XVI                           | Sant Esteve de Palautordera Darrera el castell de Fluvià                  | 41° 43′ 18″ N, 2° 24′ 44″ E / 41.721770°N,2.412272°E | IPA-29364     | Can Vilavell (Sant Esteve de Palautordera) · Vegeu més fotos d'aquest monument · Carregueu una nova foto d'aquest monument              |
| Masia Can Cocurull                                  |              | Obra popular                               | Sant Esteve de Palautordera Pla de Santa Margarida                        | 41° 42′ 44″ N, 2° 25′ 51″ E / 41.712140°N,2.430769°E | IPA-29365     | Masia Can Cocurull (Sant Esteve de Palautordera) · Vegeu més fotos d'aquest monument · Carregueu una nova foto d'aquest monument        |
| Can Costa                                           |              | Obra popular XVI, XIX                      | Sant Esteve de Palautordera Camp de la Parellada                          | 41° 43′ 14″ N, 2° 25′ 38″ E / 41.720512°N,2.427179°E | IPA-29367     | Carregueu una nova foto d'aquest monument                                                                                               |
| Can Martorell                                       |              | Obra popular XV                            | Sant Esteve de Palautordera Camp de la Perallada                          | 41° 43′ 05″ N, 2° 25′ 44″ E / 41.718156°N,2.428765°E | IPA-29370     | Can Martorell (Sant Esteve de Palautordera) · Vegeu més fotos d'aquest monument · Carregueu una nova foto d'aquest monument             |
| Can Pol                                             |              | Obra popular XIX                           | Sant Esteve de Palautordera Camp de la Perallada                          | 41° 43′ 12″ N, 2° 25′ 34″ E / 41.719886°N,2.426169°E | IPA-29371     | Can Pol (Sant Esteve de Palautordera) · Vegeu més fotos d'aquest monument · Carregueu una nova foto d'aquest monument                   |
| Ermita de Santa Margarida                           |              | Obra popular XVIII Mitjan                  | Sant Esteve de Palautordera Camp de la Perallada                          | 41° 43′ 00″ N, 2° 25′ 33″ E / 41.716804°N,2.425968°E | IPA-29372     | Ermita de Santa Margarida (Sant Esteve de Palautordera) · Vegeu més fotos d'aquest monument · Carregueu una nova foto d'aquest monument |
| Masia Can Garbeller                                 |              | Obra popular XVI, XIX                      | Sant Esteve de Palautordera Pla de Santa Margarida                        | 41° 42′ 37″ N, 2° 25′ 55″ E / 41.710345°N,2.432053°E | IPA-29368     | Masia Can Garbeller (Sant Esteve de Palautordera) · Vegeu més fotos d'aquest monument · Carregueu una nova foto d'aquest monument       |
| Masia Can Mainou                                    |              | Obra popular XVII-XVIII                    | Sant Esteve de Palautordera Pla de Santa Margarida                        | 41° 42′ 45″ N, 2° 25′ 51″ E / 41.712365°N,2.430701°E | IPA-29369     | Masia Can Mainou (Sant Esteve de Palautordera) · Vegeu més fotos d'aquest monument · Carregueu una nova foto d'aquest monument          |
| Forn de la Serra de Ca l'Amat                       |              | Obra popular                               | Sant Esteve de Palautordera                                               | 41° 41′ 56″ N, 2° 25′ 40″ E / 41.698877°N,2.427760°E | IPA-52117     | Carregueu una nova foto d'aquest monument                                                                                               |
| Casa de les Monges, Escola de les Monges Filipenses | BCIL 2022    | Modernisme XX                              | Sant Esteve de Palautordera Pg. de les Monges, 1                          | 41° 42′ 07″ N, 2° 26′ 16″ E / 41.70203°N,2.43780°E   | IPA-53255     | Casa de les Monges (Sant Esteve de Palautordera) · Vegeu més fotos d'aquest monument · Carregueu una nova foto d'aquest monument        |